# St. Simon (Wörmlitz)

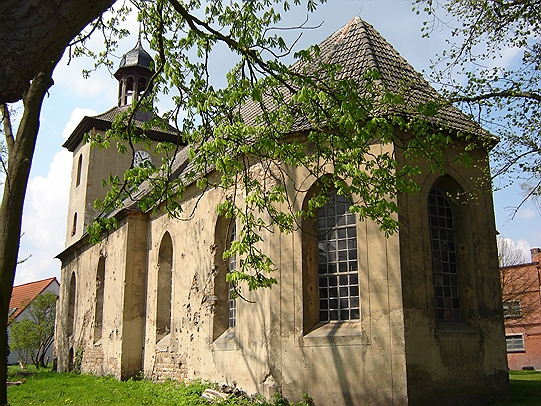
Sankt-Simon-Kirche – Blick aus Südosten

Sankt Simon ist die evangelische Kirche des zur Stadt Möckern gehörenden Dorfes Wörmlitz.

## Architektur und Geschichte
Die Grundsteinlegung für die Kirche dürfte bereits in der Zeit der Spätromanik im 12. bis 13. Jahrhundert erfolgt sein. Es wurden ein Saalbau aus Feld- und Bruchsteinen und an dessen Westseite ein Turm errichtet.
Im 15. Jahrhundert erfolgten größere bauliche Veränderungen. Als Erweiterung entstand ein dreiseitig geschlossener Chorraum, und das Kirchenschiff wurde flach gedeckt. Chor und Schiff verfügen seither über Fenster in Form von Spitzbogen.
Im Jahr 1657 wurde die Kirche bei einem Brand teilweise zerstört. Um 1718 erfolgte der Wiederaufbau und Umbau im Stil des Barock. Die Kirche wurde verputzt und erhielt zwei neue noch heute bestehende Anbauten. So entstand wieder auf der Westseite ein Turm mit quadratischem Grundriss, Walmdach, achtseitiger Laterne und einer welschen Haube. An der nördlichen Seite des Chors kam ein zweigeschossiger Anbau hinzu. Dieser mit hohen rechteckigen Fenstern versehene Gebäudeteil beherbergt die Sakristei und eine Herrschaftsloge. An die ehemalige Gutsfamilie von Stammer erinnert ein über dem Westportal angebrachtes Wappen. In einer Wand des Chors befindet sich eine Sakramentsnische und eine Piscina. Im Eingangsbereich sind zwei aus der Zeit der Renaissance stammende Reliefgrabsteine erhalten. Sie werden auf die Jahre 1582 und 1584 datiert.